# Мала Мазниця (річка)
Мала Мазниця — річка  в Україні, у Голованівському районі Кіровоградської області, права притока Мазниці (басейн Південного Бугу).

## Опис
Довжина річки приблизно 8 км. Формується з 2 безіменних струмків та 3 водойм.

## Розташування
Бере  початок у селі Оброчне. Тече переважно на південний схід і на південно-задідній стороні від Гнатівки впадає у річку Мазницю, праву притоку Чорного Ташлику. 
Населені пункти вздовж  берегової смуги: Новомиколаївка, Мала Мазниця (колишній хутір Мазниця), Михайлівка.

## Мапа Шуберта Ф.Ф.

Гнатівка на триверстовій карті XIX століття